# Naismith College Player of the Year
El Naismith College Player of the Year es un premio anual de baloncesto entregado por el Atlanta Tipoff Club al mejor baloncestista universitario masculino y femenino. Recibe el nombre en honor al inventor del baloncesto, en 1891, Dr. James Naismith. 

## Historia y elección
En sus primeras ediciones, el premio era entregado sólo a los jugadores masculinos, hasta que en 1983 se expandió al terreno femenino. Cada año, antes de que la temporada universitaria comience en noviembre, el consejo de selectores del Atlanta Tipoff Club (compuesto por entrenadores, administradores y miembros de la prensa del país) elige una lista con 50 jugadores. En febrero, la lista de candidatos se reduce a 30 jugadores en función del rendimiento. En marzo, cuatro de los 30 jugadores son seleccionados como finalistas y son colocados en la votación definitiva. Los ganadores finales son seleccionados en abril por el consejo de selectores y la votación de los aficionados a través de mensajes de texto. El ganador recibe el Trofeo Naismith.
Desde que diera comienzo en 1969, 45 jugadores masculinos y 24 femeninos han sido galardonados. Lew Alcindor de UCLA y Anne Donovan of Old Dominion fueron los primeros ganadores, respectivamente. Bill Walton de UCLA y Ralph Sampson de Virginia son los únicos jugadores masculinos que han ganado el premio en varias ocasiones (en tres). Ocho jugadoras han repetido como vencedoras: Cheryl Miller de Southern California lo ganó tres veces. También, Clarissa Davis de Texas, Dawn Staley de Virginia, Chamique Holdsclaw de Tennessee, Diana Taurasi y Maya Moore de UConn, Seimone Augustus de LSU y Brittney Griner de Baylor ganaron el premio en dos ocasiones. Los únicos freshmen (jugadores de primer año) que han ganado el trofeo masculino son Kevin Durant de Texas, Anthony Davis de Kentucky y Zion Williamson y Cooper Flagg de Duke. La única freshman que ganó el trofeo femenino es Paige Bueckers de UConn.
Ocho ganadores de premios, todos menos uno de ellos hombres, nacieron fuera de los Estados Unidos. Dos hombres y la única mujer nacieron en territorios pertenecientes a los Estados Unidos, por lo que son ciudadanos estadounidenses por nacimiento. Entre los ganadores masculinos, Alfred "Butch" Lee nació en Puerto Rico y Tim Duncan nació las Islas Vírgenes de los Estados Unidos. La ganadora de 2022, Aliyah Boston, también nació en las Islas Vírgenes de los EE. UU. Otros cuatro ganadores nacidos fuera de los EE. UU. jugaron baloncesto en la escuela secundaria en los EE. UU.: Patrick Ewing, nacido en Jamaica, que emigró al área de Boston a los 11 años; Buddy Hield, un bahameño que asistió a la escuela secundaria cerca de Wichita, Kansas; Oscar Tshiebwe, nacido en la República Democrática del Congo, asistió a escuelas secundarias en Virginia y Pensilvania y Zach Edey, nacido en Canadá, asistió a una escuela secundaria de Florida durante dos años. Los únicos jugadores nacidos fuera de la jurisdicción de los Estados Unidos fueron Andrew Bogut de Australia y el ya mencionado Patrick Ewing, Buddy Hield, Oscar Tshiebwe y Zach Edey.
Duke es la universidad con más jugadores masculinos premiados con siete, mientras que Connecticut lidera el apartado femenino con cinco. Catorce hombres y diez mujeres juegan actualmente en la National Basketball Association (NBA) o Women's National Basketball Association (WNBA).

## Ganadores
|             | Jugador incluido en el Basketball Hall of Fame          |
| Jugador (X) | Denota el número de veces que ha conseguido el galardón |

| Año  | Jugador            | Universidad    | Posición     | Curso     |
| ---- | ------------------ | -------------- | ------------ | --------- |
| 1969 | Lew Alcindor       | UCLA           | Pívot        | Senior    |
| 1970 | Pete Maravich      | LSU            | Base         | Senior    |
| 1971 | Austin Carr        | Notre Dame     | Base/Escolta | Senior    |
| 1972 | Bill Walton        | UCLA           | Pívot        | Sophomore |
| 1973 | Bill Walton (2)    | UCLA           | Pívot        | Junior    |
| 1974 | Bill Walton (3)    | UCLA           | Pívot        | Senior    |
| 1975 | David Thompson     | N.C. State     | Escolta      | Junior    |
| 1976 | Scott May          | Indiana        | Alero        | Senior    |
| 1977 | Marques Johnson    | UCLA           | Alero        | Senior    |
| 1978 | Butch Lee          | Marquette      | Base         | Senior    |
| 1979 | Larry Bird         | Indiana State  | Alero        | Senior    |
| 1980 | Mark Aguirre       | DePaul         | Alero        | Sophomore |
| 1981 | Ralph Sampson      | Virginia       | Pívot        | Sophomore |
| 1982 | Ralph Sampson (2)  | Virginia       | Pívot        | Junior    |
| 1983 | Ralph Sampson (3)  | Virginia       | Pívot        | Senior    |
| 1984 | Michael Jordan     | North Carolina | Escolta      | Junior    |
| 1985 | Patrick Ewing      | Georgetown     | Pívot        | Senior    |
| 1986 | Johnny Dawkins     | Duke           | Base         | Senior    |
| 1987 | David Robinson     | Navy           | Pívot        | Senior    |
| 1988 | Danny Manning      | Kansas         | Alero        | Senior    |
| 1989 | Danny Ferry        | Duke           | Alero        | Senior    |
| 1990 | Lionel Simmons     | La Salle       | Alero        | Senior    |
| 1991 | Larry Johnson      | UNLV           | Alero        | Senior    |
| 1992 | Christian Laettner | Duke           | Alero        | Senior    |
| 1993 | Calbert Cheaney    | Indiana        | Escolta      | Senior    |
| 1994 | Glenn Robinson     | Purdue         | Alero        | Senior    |
| 1995 | Joe Smith          | Maryland       | Alero        | Sophomore |
| 1996 | Marcus Camby       | Massachusetts  | Pívot        | Junior    |
| 1997 | Tim Duncan         | Wake Forest    | Pívot        | Senior    |
| 1998 | Antawn Jamison     | North Carolina | Alero        | Junior    |
| 1999 | Elton Brand        | Duke           | Alero        | Sophomore |
| 2000 | Kenyon Martin      | Cincinnati     | Alero        | Senior    |
| 2001 | Shane Battier      | Duke           | Alero        | Senior    |
| 2002 | Jason Williams     | Duke           | Base         | Junior    |
| 2003 | T. J. Ford         | Texas          | Base         | Sophomore |
| 2004 | Jameer Nelson      | Saint Joseph's | Base         | Senior    |
| 2005 | Andrew Bogut       | Utah           | Pívot        | Sophomore |
| 2006 | J. J. Redick       | Duke           | Escolta      | Senior    |
| 2007 | Kevin Durant       | Texas          | Alero        | Freshman  |
| 2008 | Tyler Hansbrough   | North Carolina | Alero        | Junior    |
| 2009 | Blake Griffin      | Oklahoma       | Alero        | Sophomore |
| 2010 | Evan Turner        | Ohio State     | Alero        | Junior    |
| 2011 | Jimmer Fredette    | Brigham Young  | Base         | Senior    |
| 2012 | Anthony Davis      | Kentucky       | Pívot        | Freshman  |
| 2013 | Trey Burke         | Michigan       | Base         | Sophomore |
| 2014 | Doug McDermott     | Creighton      | Alero        | Senior    |
| 2015 | Frank Kaminsky     | Wisconsin      | Ala-Pívot    | Senior    |
| 2016 | Buddy Hield        | Oklahoma       | Escolta      | Senior    |
| 2017 | Frank Mason III    | Kansas         | Base         | Senior    |
| 2018 | Jalen Brunson      | Villanova      | Base         | Junior    |
| 2019 | Zion Williamson    | Duke           | Ala-Pívot    | Freshman  |
| 2020 | Obi Toppin         | Dayton         | Alero        | Sophomore |
| 2021 | Luka Garza         | Iowa           | Pívot        | Senior    |
| 2022 | Oscar Tshiebwe     | Kentucky       | Pívot        | Junior    |
| 2023 | Zach Edey          | Purdue         | Pívot        | Junior    |
| 2024 | Zach Edey (2)      | Purdue         | Pívot        | Senior    |
| 2025 | Cooper Flagg       | Duke           | Alero        | Freshman  |

| Año       | Jugador                | Universidad    | Posición      | Curso      |
| --------- | ---------------------- | -------------- | ------------- | ---------- |
| 1969 1982 | Sin premio             | Sin premio     | Sin premio    | Sin premio |
| 1969 1982 | Sin premio             |                |               |            |
| 1969 1982 | Sin premio             |                |               |            |
| 1969 1982 | Sin premio             |                |               |            |
| 1969 1982 | Sin premio             |                |               |            |
| 1969 1982 | Sin premio             |                |               |            |
| 1969 1982 | Sin premio             |                |               |            |
| 1969 1982 | Sin premio             |                |               |            |
| 1969 1982 | Sin premio             |                |               |            |
| 1969 1982 | Sin premio             |                |               |            |
| 1969 1982 | Sin premio             |                |               |            |
| 1969 1982 | Sin premio             |                |               |            |
| 1969 1982 | Sin premio             |                |               |            |
| 1969 1982 | Sin premio             |                |               |            |
| 1983      | Anne Donovan           | Old Dominion   | Pívot         | Senior     |
| 1984      | Cheryl Miller          | USC            | Alero/Pívot   | Sophomore  |
| 1985      | Cheryl Miller (2)      | USC            | Alero/Pívot   | Junior     |
| 1986      | Cheryl Miller (3)      | USC            | Alero/Pívot   | Senior     |
| 1987      | Clarissa Davis         | Texas          |               |            |
| 1988      | Sue Wicks              | Rutgers        |               |            |
| 1989      | Clarissa Davis (2)     | Texas          |               |            |
| 1990      | Jennifer Azzi          | Stanford       |               |            |
| 1991      | Dawn Staley            | Virginia       | Base          | Junior     |
| 1992      | Dawn Staley (2)        | Virginia       | Base          | Senior     |
| 1993      | Sheryl Swoopes         | Texas Tech     | Escolta/Alero | Senior     |
| 1994      | Lisa Leslie            | USC            | Pívot         | Senior     |
| 1995      | Rebecca Lobo           | UConn          | Pívot         | Senior     |
| 1996      | Saudia Roundtree       | Georgia        |               |            |
| 1997      | Kate Starbird          | Stanford       |               |            |
| 1998      | Chamique Holdsclaw     | Tennessee      |               |            |
| 1999      | Chamique Holdsclaw (2) | Tennessee      |               |            |
| 2000      | Tamika Catchings       | Tennessee      |               |            |
| 2001      | Ruth Riley             | Notre Dame     | Pívot         | Senior     |
| 2002      | Sue Bird               | UConn          | Base/Escolta  | Senior     |
| 2003      | Diana Taurasi          | UConn          | Escolta/Alero | Junior     |
| 2004      | Diana Taurasi (2)      | UConn          | Escolta/Alero | Senior     |
| 2005      | Seimone Augustus       | LSU            | Escolta/Alero | Junior     |
| 2006      | Seimone Augustus (2)   | LSU            | Escolta/Alero | Senior     |
| 2007      | Lindsey Harding        | Duke           | Base          | Senior     |
| 2008      | Candace Parker         | Tennessee      | Alero/Pívot   | Junior     |
| 2009      | Maya Moore             | UConn          | Escolta       | Sophomore  |
| 2010      | Tina Charles           | UConn          | Pívot         | Senior     |
| 2011      | Maya Moore (2)         | UConn          | Escolta       | Senior     |
| 2012      | Brittney Griner        | Baylor         | Pívot         | Junior     |
| 2013      | Brittney Griner (2)    | Baylor         | Pívot         | Senior     |
| 2014      | Breanna Stewart        | UConn          | Escolta/Alero | Sophomore  |
| 2015      | Breanna Stewart (2)    | UConn          | Escolta/Alero | Junior     |
| 2016      | Breanna Stewart (3)    | UConn          | Escolta/Alero | Senior     |
| 2017      | Kelsey Plum            | Washington     | Base/Escolta  | Senior     |
| 2018      | A'ja Wilson            | South Carolina | Alero         | Senior     |
| 2019      | Megan Gustafson        | Iowa           | Pívot         | Senior     |
| 2020      | Sabrina Ionescu        | Oregon         | Base          | Senior     |
| 2021      | Paige Bueckers         | UConn          | Base          | Freshman   |
| 2022      | Aliyah Boston          | South Carolina | Pívot         | Junior     |
| 2023      | Caitlin Clark          | Iowa           | Base          | Junior     |
| 2024      | Caitlin Clark (2)      | Iowa           | Base          | Senior     |
| 2025      | JuJu Watkins           | USC            | Escolta       | Sophomore  |